# Sultan Al-Ghannam
Sultan Al-Ghannam (ur. 6 maja 1994 w Az-Zulfi) – saudyjski piłkarz, grający na pozycji obrońcy w saudyjskim klubie Al-Nassr oraz reprezentacji Arabii Saudyjskiej. Uczestnik Mistrzostw Świata 2022.

## Kariera klubowa
W sierpniu 2015 podpisał kontakt z Al-Faisaly FC. W marcu 2018 związał się nowym, czteroletnim kontraktem z Al-Nassr, który w 2021 został przedłużony do 2024 roku.